# Даиси (опера)
«Даиси» (груз. დაისი, с груз. — «сумерки») — опера Захария Палиашвили, первая постановка которой состоялась в 1923 году в Тбилиси.

## История
«Даиси» — первая грузинская опера, созданная в советскую эпоху. Идею оперы подсказал Палиашвили драматург и актёр Валерьян Гуния. Он же написал либретто с использованием произведений Шота Руставели, Николоза Бараташвили, Акакия Церетели и Важи-Пшавелы Премьера оперы состоялась в Тбилиси 19 декабря 1923 года. Режиссёром этой постановки стал Константин Марджанишвили. Успеху оперы немало способствовало выступление в главной роли Вано Сараджашвили. Впоследствии Палиашвили подверг оперу переработке, добавив ряд номеров (арию Малхаза в первом действии, танцы и плясовые песни во втором). 
Опера была показана в Москве на декаде грузинского искусства в январе 1937 года. Также ставилась в Киеве (1938), Саратове, Ереване, Горьком, Алма-Ате (1943), Баку (1956), Одессе. Обновлённый спектакль Тбилисского театра, поставленный в 1957 году, был показан в Москве в 1958 году. Опера ставилась не только на грузинском языке, но и на русском. По традиции фигурирует под оригинальным грузинским названием. 
В 1971 году опера была экранизирована. 

## Действующие лица
| Малхаз                     | тенор         |
| Киазо                      | баритон       |
| Маро                       | сопрано       |
| Нано, подруга Маро         | меццо-сопрано |
| Тито, молодой крестьянин   | тенор         |
| Цангала, старый крестьянин | бас           |

Также в опере действует крестьянская молодёжь и воины.

## Сюжет
Действие оперы происходит в Грузии в XVIII веке. Малхаз, жених Маро, находится на чужбине, и от него давно нет вестей. По настоянию матери Маро без любви обручается с суровым воином Киазо. Возвращается Малхаз, и в сердце молодой женщины вновь пробуждается любовь к нему. Её жених охвачен ревностью. На Грузию нападают враги. Киазо как воин должен участвовать в сражении, но он остаётся, чтобы встретиться с Маро. Встреча кончается разрывом. Долг воина зовет Киазо на борьбу, ревность велит остаться. Он убивает Малхаза на поединке. Киазо, нарушившего долг воина и поставившего любовь выше блага родины, лишают права сражаться за её свободу.

Первое действие
Действие происходит в деревне на фоне храмового праздника. Подруги Нано и Маро обсуждают печаль Маро, связанная с отсутствием новостей от ее любимого Малхаза, который ушел в далекое путешествие. Она помолвлена с воином Киазо, что добавляет ей тоски. Внезапно возвращается Малхаз, но радость Маро омрачена осознанием ее грядущего замужества. Местные жители собираются на праздник, где происходит танец, но конфликт возникает между Малхазом и стариком Цангалом.

Второе действие
Празднование продолжается за пределами храма. Цангал сообщает Киазо о чувствах Маро к Малхазу, что вызывает у Киазо желание отомстить. Между тем, Малхаз и Маро вновь встречаются, но их разговор прерывается известием о нападении врагов на страну. Киазо призывает народ к борьбе.

Третье действие
Киазо требует от Маро признания в любви к нему, но она отказывается и бросает ему обручальное кольцо. В это время появляется Малхаз, и между ними завязывается конфликт. Киазо убивает Малхаза в порыве ревности. Маро оплакивает своего любимого, а Киазо испытывает чувство вины за совершенное преступление. В конце все воины уходят на защиту своей страны.